# Allegaeon
Az Allegaeon (IPA: /ˌʌliːdʒn/) amerikai technikás/melodikus death metal együttes.

## Története
A Colorado állambeli Larimer megyében-banalakultak, 2006-ban, "Allegiance" néven, ezt 2008-ban Allegaeon-re változtatták. Ugyanebben az évben piacra dobták bemutatkozó EP-jüket, majd leszerződtek a Metal Blade Recordshoz. 2010 januárjában stúdióba vonultak és megjelentették első stúdióalbumukat. 2012-ben megjelent második lemezük is. 2014-ben és 2016-ban is piacra dobtak albumukat, legújabb stúdióalbumuk 2019-ben jelent meg.
Az Allegaeon zenéje a technikás/melodikus death metal stílusok ötvözése, de ihletet merítenek a klasszikus zene, progresszív metal és thrash metal műfajokból is. Jellemző rájuk a humor is. 

## Tagok
- Greg Burgess - gitár (2008-)
- Michael Stancel - gitár (2013-)
- Brandon Park - dob (2013-)
- Riley McShane - ének (2015-)
- Brandon Michael - basszusgitár (2017-)

## Korábbi tagok
- Ezra Haynes - ének (2008-2015)
- Ryan Glisan - gitár (2008-2013)
- Corey Archuleta - basszusgitár (2008-2016)
- Jordan Belfast - dob (2008-2011)
- J.P. Andrande - dob (2011-2013)

## Diszkográfia
- Allegaeon (EP, 2008)
- Fragments of Form and Function (album, 2010)
- Formshifter (album, 2012)
- Elements of the Infinite (album, 2014)
- Proponent for Sentience (album, 2016)
- Apoptosis (album, 2019)
- Damnum (album, 2022)